# Seznam španskih kartografov
Seznam španskih kartografov.

## A
- Alonso Álvarez de Pineda

## C
- Juan de la Cosa
- Abraham Cresques
- Jehuda Cresques

## D
- Angelino Dulcert

## P
- Alonso Álvarez de Pineda